# Eugeniusz Haneman

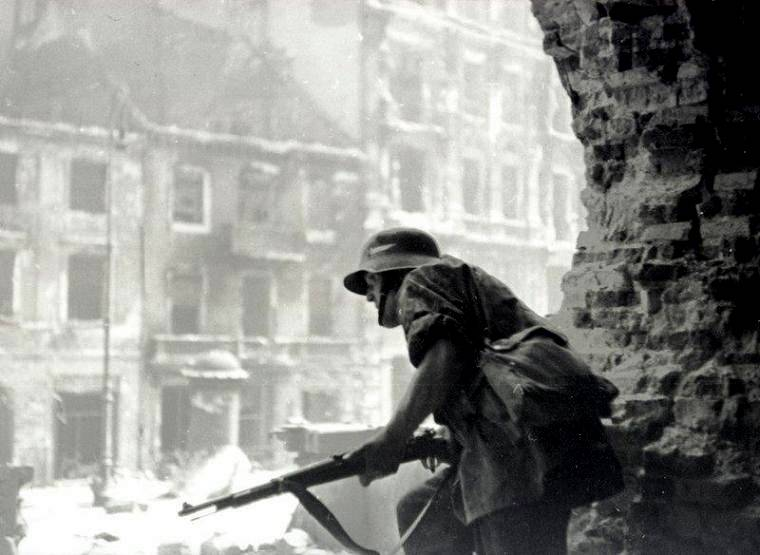
Jedna z nejznámějších autorových fotografií: Povstalec pozoruje Krakowskie Przedmieście skrz zbořenou zeď kostela svatého Kříže směrem ke Koperníkově ulici

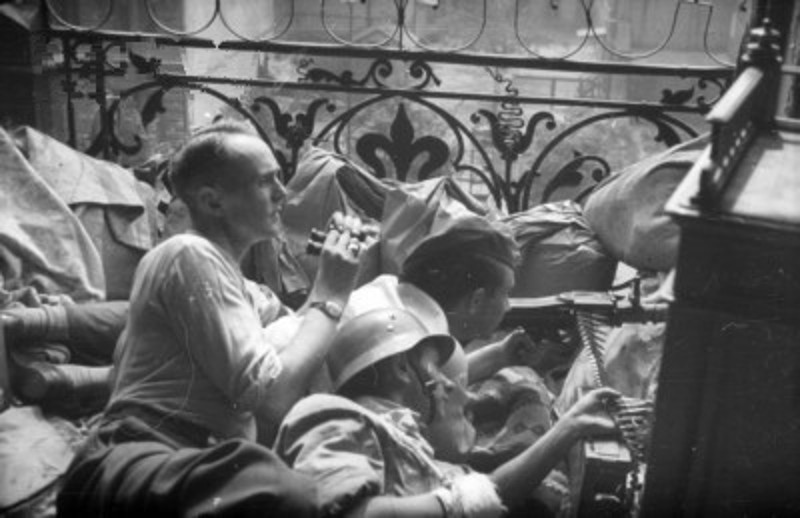
Pozice HMG na balkoně nájemního domu na severní straně Aleje Jerozolimskie

Eugeniusz Walerian Haneman (14. dubna 1917 ve Varšavě – 15. ledna 2014 v Borzęcin Duży) byl polský fotograf, kameraman a lektor. Je známý svými fotografiemi dokumentujícími události Varšavského povstání. V roce 1957 mu byl udělen čestný titul Artiste FIAP.

## Životopis
Fotografovat začal v roce 1931 a debutoval v roce 1934 na výstavě sportovních fotografií. Střední fotografickou školu absolvoval v roce 1937, kde byl žákem Mariana Dederka. Po získání diplomu fotografa pracoval nejprve v dílně „Portret przy Kawie“ a poté v exkluzivním ateliéru „Van Dycka“ na Aleji Jerozolimskie ve Varšavě. Ve 30. a 40. letech se zabýval především krajinou a portrétem.
Během Varšavského povstání Eugeniusz Haneman jako fotoreportér vládní delegace pro zemi dokumentoval povstání ve Śródmieście a Powiśle, často spolupracoval se Sylwestrem Braunem pod pseudonymem „Kris“. Před povstáním zachránil 15 svitků filmů, které daroval Muzeu Varšavy. Celkem 237 jeho fotografií z povstání se nachází ve sbírce Muzea varšavského povstání.
Jak po letech zmínil, stal se fotografem povstání náhodou. Vypuknutí Povstání ho odřízlo od návratu do bytu. Při snaze dostat se k němu se setkal na třídě Nowy Świat s Kazimierzem Greigerem, který v této ulici provozoval velký obchod s fotografiemi. Předal mu fotoaparát a klíče od skladu obchodu s tím, že si je vyzvedne za pár dní, protože Povstání nebude trvat dlouho. Zároveň mu dal adresu sídla vládní delegace s tím, že potřebuje lidi, kteří by uměli povstání fotografovat. Tam potkal Sylwestera Brauna a spolu začali fotografovat.
Po povstání se ocitl v Krakově a zde byl po válce kameramanem Filmového ústavu. Do Lodže přišel koncem 40. let 20. století. Ve 30. letech 20. století přišel díky Antoniu Bohdziewiczovi do Wytwórnia Filmów Oświatowych .
V letech 1953–2005 vyučoval fotografii na Filmové škole v Lodži a zároveň pracoval jako kameraman Polské filmové kroniky v Krakově. Po likvidaci Krakovského filmového institutu se vrátil do Lodže.
Od roku 1947 patřil do Svazu polských uměleckých fotografů (legitimace č. 25). Od roku 1950 členem Lodžské fotografické společnosti a od roku 1998 byl jejím čestným členem. Účastník mnoha samostatných i kolektivních výstav v letech 1934–1999. Vítěz mnoha cen a vyznamenání.
Spoluautor fotografií (se Zbigniewem Jarzyńskim ) v albu Łódź, vydaném Nakladatelstvím sportu a cestovního ruchu .
U příležitosti 95. narozenin uspořádala na jaře 2012 Lodžská fotografická společnost ve svém salonu na ul. Piotrkowska 102, velká výstava jeho děl.
Zemřel 15. ledna 2014 v Borzęcin Duży u. Varšava . Je pochován na evangelicko-augsburském hřbitově v ulici Młynarska (ulička 11, hrob 15) .

## Ceny a ocenění
- Důstojnický kříž Řádu znovuzrozeného Polska – 2001[7]
- Stříbrná medaile „Gloria Artis za přínos kultuře“ – 2007[8]

## Fotografie Eugenia Hanemana z Varšavského povstání

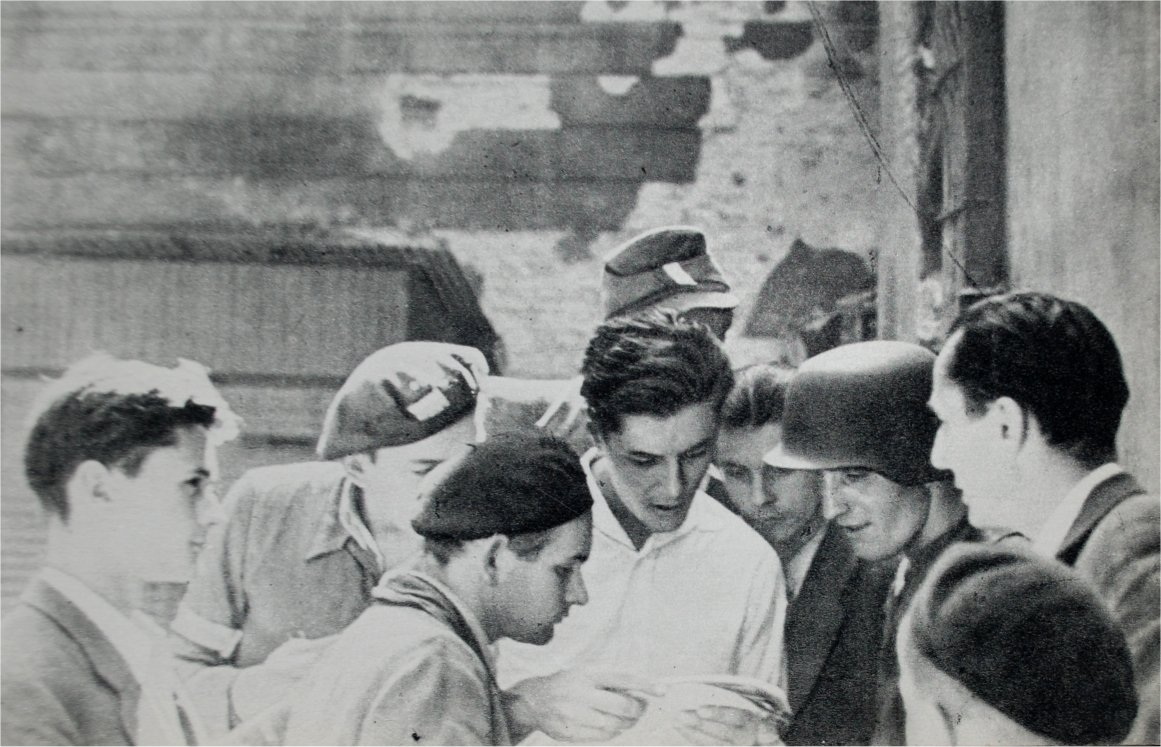
Povstalci, mezi nimi Sylwester Braun, „Kris“, první zprava lícem dozadu
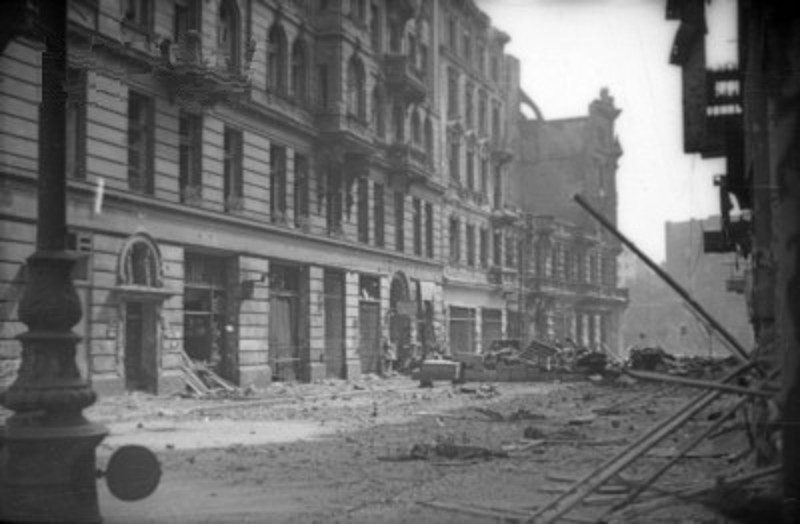
Pohled z ulice Chmielna směrem k Aleje Jerozolimskie na barikádě na Bracku 17
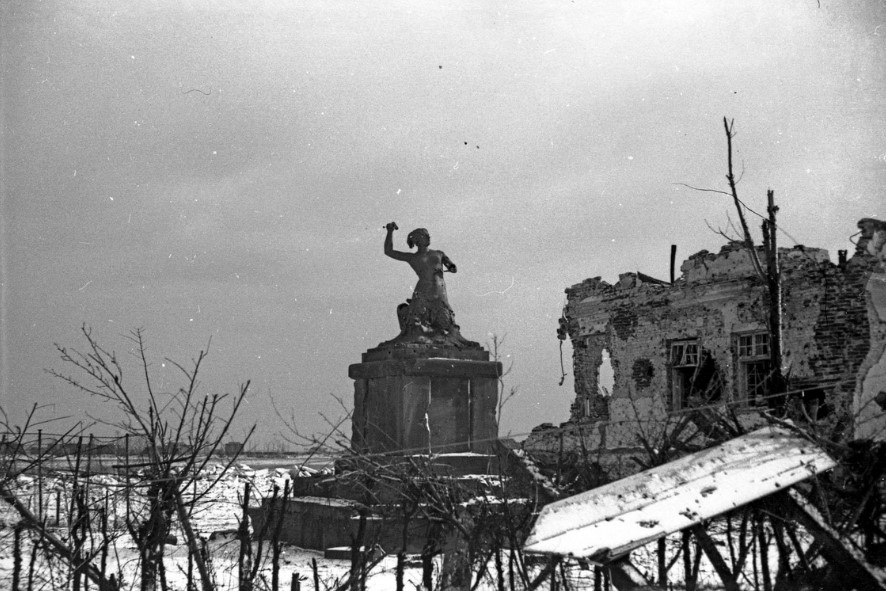
Ruiny przystani KW Syrena Warszawa w 1945 i zniszczony pomnik Syrenki
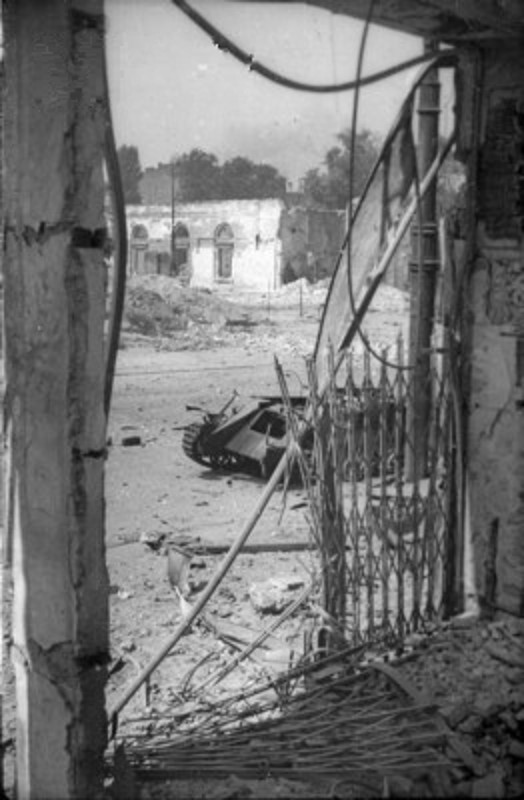
Zničený tank
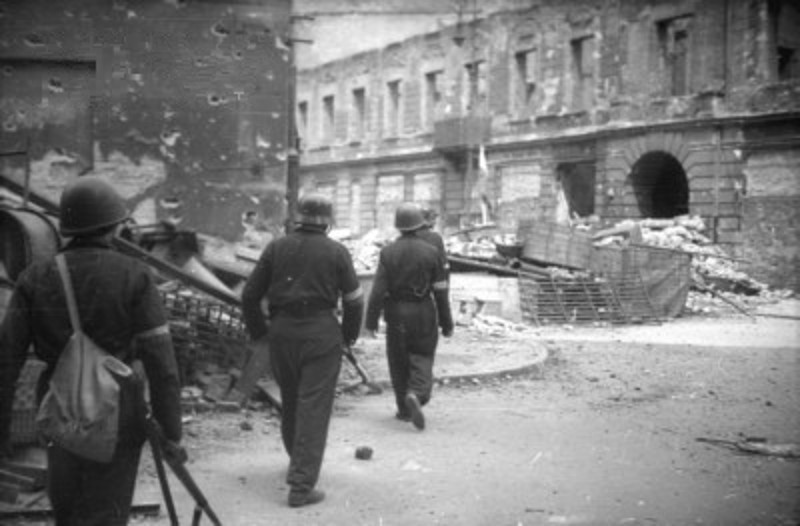
Ulice Widok
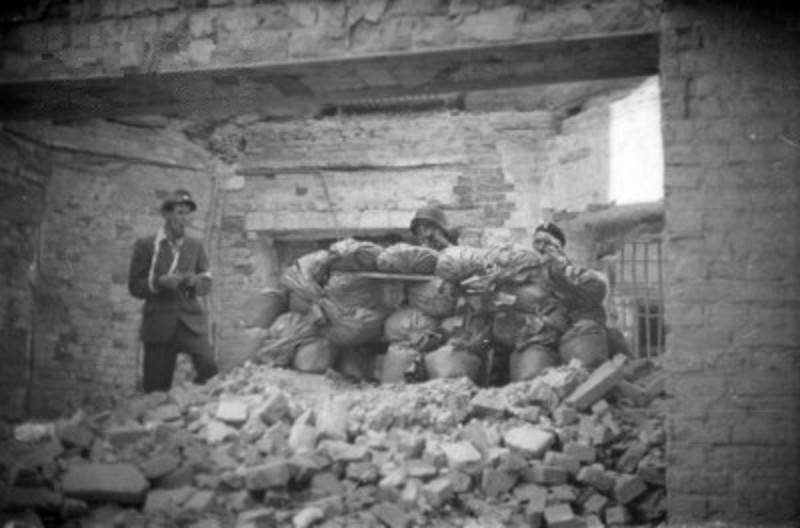
Ulice Królewska
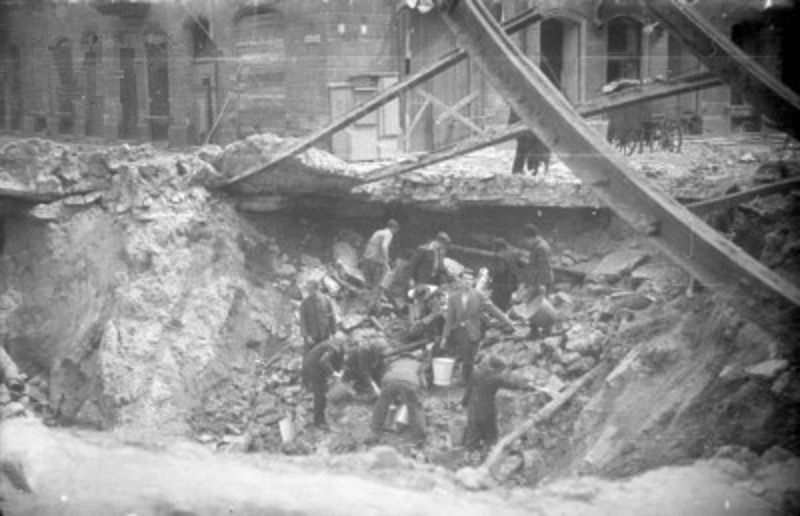
Hledání vody